# Organización territorial de Camerún
La República de Camerún estaba dividida en 10 provincias hasta 2008, cuando su presidente cambió el título de "provincias" por "regiones":
|     | Región        | Nombre francés | Capital    | Población (2005) | Área (km²) | Densidad población (/km²) |
| --- | ------------- | -------------- | ---------- | ---------------- | ---------- | ------------------------- |
| 1.  | Adamawa       | Adamaoua       | Ngaoundéré | 884 289          | 63 701     | 13,9                      |
| 2.  | Centro        | Centre         | Yaundé     | 3 098 044        | 68 953     | 44,9                      |
| 3.  | Este          | Est            | Bertoua    | 771 755          | 109 002    | 7,1                       |
| 4.  | Extremo Norte | Extrême-Nord   | Maroua     | 3 111 792        | 34 263     | 90,8                      |
| 5.  | Litoral       | Littoral       | Douala     | 2 510 263        | 20 248     | 124,0                     |
| 6.  | Norte         | Nord           | Garoua     | 1 687 959        | 66 090     | 25,5                      |
| 7.  | Noroeste      | Nord-Ouest     | Bamenda    | 1 728 953        | 17 300     | 99,9                      |
| 8.  | Sur           | Sud            | Ebolowa    | 634 655          | 47 191     | 13,4                      |
| 9.  | Sudoeste      | Sud-Ouest      | Buea       | 1 316 079        | 25 410     | 51,8                      |
| 10. | Oeste         | Ouest          | Bafoussam  | 1 720 047        | 13 892     | 123,8                     |